# 飯尾敏成
飯尾敏成（?—1582年6月21日），日本戰國時代至安土桃山時代的武將。織田氏家臣。父親是飯尾尚清。

## 生平
生年不詳，家中長男（『寬政重修諸家譜』）。仕於織田信長，擔任馬廻。天正10年（1582年），在本能寺之變中，與織田信忠一同在二條城戰死（『信長公記』、『寬政重修諸家譜』）。
死後，正室再嫁予下間賴龍（『寬政重修諸家譜』）。

## 外部連結
- 武家家伝＿飯尾氏 （页面存档备份，存于）